# Reveal (Roxette-låt)
"Reveal", skriven av Per Gessle och Marie Fredriksson, blev andra singelskivan av svenska popduon Roxettes Roxette Hits 2006. Man var inte nöjda med originalversionen på samlingsalbumet Roxette Hits, och remixade den och släppte den på promo-CD den 1 december 2006, och på andra ställen den 14 februari 2007. Det gjordes också en "Attic remix"-CD. Ingen video gjordes till singeln.

## Låtlistor
Promo-CD
1. "Reveal" (Single Version) 03:43

Remix-CD
1. "Reveal" (The Attic Remix) 3:29
2. "Reveal" (Kleerup Remix) 3:41
3. "Reveal" (Single Version) 3:43
4. "One Wish" (Video directed by Jonas Åkerlund)

## Listplaceringar
| Lista (2007) | Position |
| ------------ | -------- |
| Sverige      | 59       |

### Fotnoter
1. ↑  ”Roxette”. Arkiverad från originalet den 24 augusti 2011. https://web.archive.org/web/20110824031633/http://www.roxette.se/discography.php. Läst 22 maj 2011.
2. ↑  Placeringar på den svenska singellistan